# ليوثيرونين
ليوثيرونين (بالإنجليزية: Liothyronine)‏ هو من الأدوية الأكثر شهرة لعلاج خمول الغدة الدرقية، يمكن تناوله عن طريق الفم أو عن طريق الحقن في الوريد. 

## الاستخدامات الطبية
يُستخدم الليوثيرونين لعلاج قصور الغدة الدرقية، وهو الخيار الأفضل للأشخاص الذين يعانون قصور الغدة الدرقية، الذين يحتاجون غالبًا إلى العلاج بهرمون الغدة الدرقية مدى الحياة.

## الآثار الجانبية
قد يسبب ليوثيرونين عددًا من الآثار الجانبية ، تشبه في الغالب أعراض فرط نشاط الغدة الدرقية ، والتي تشمل: 
- فقدان الوزن
- رعاش (حركة لا إرادية)
- صداع
- أمراض المعدة
- التقيؤ
- إسهال
- تقلصات المعدة
- العصبية
- الأرق
- التعرق المفرط
- زيادة الشهية
- حمى
- تغييرات في الدورة الشهرية
- الحساسية للحرارة

## روابط خارجية
- "ليوثيرونين". بوابة المعلومات الدوائية. المكتبة الوطنية الأمريكية للطب. مؤرشف من الأصل في 2021-01-18.